# Emili Casals i Camps

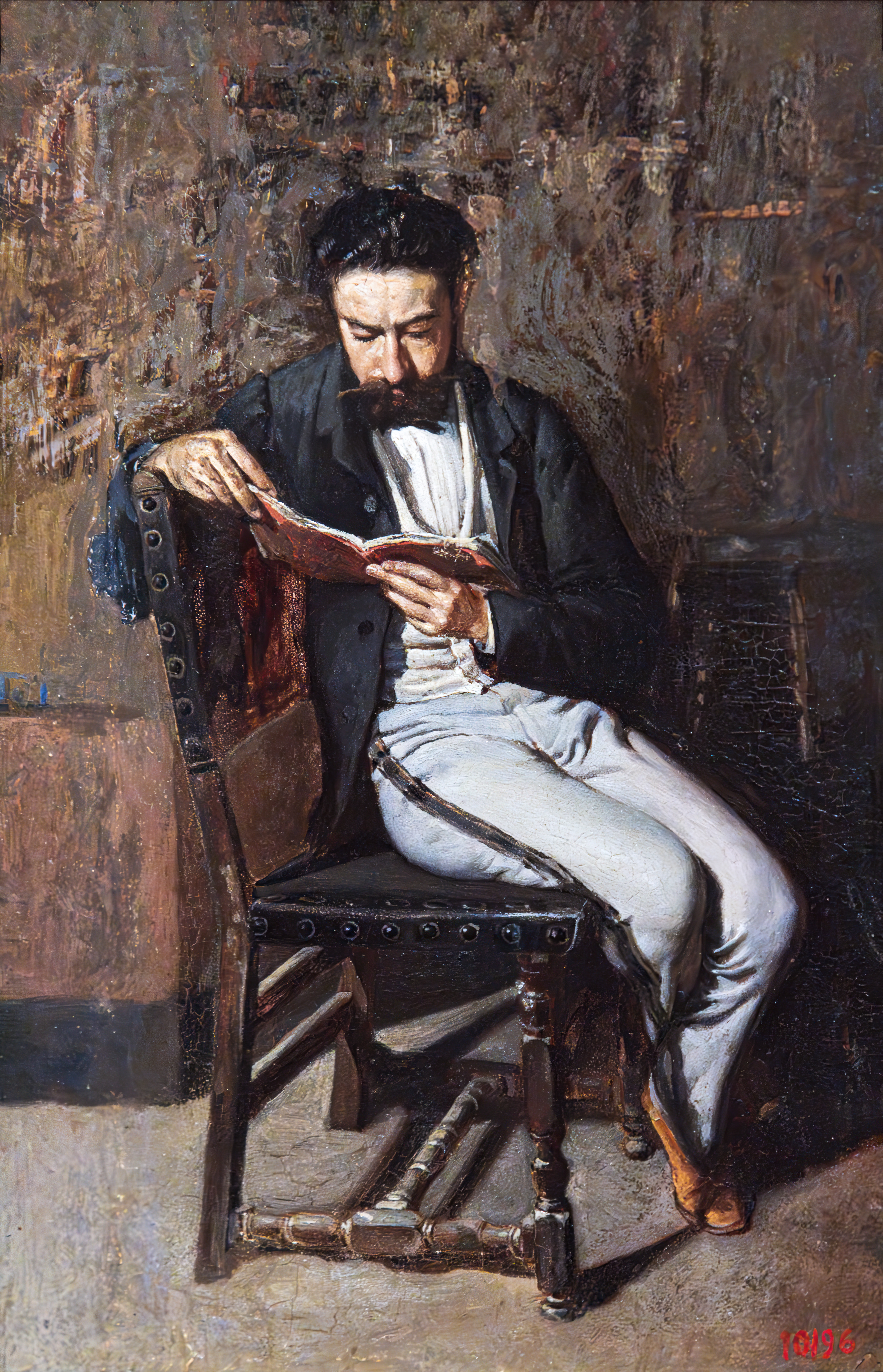
Retrat d'un escultor MNAC

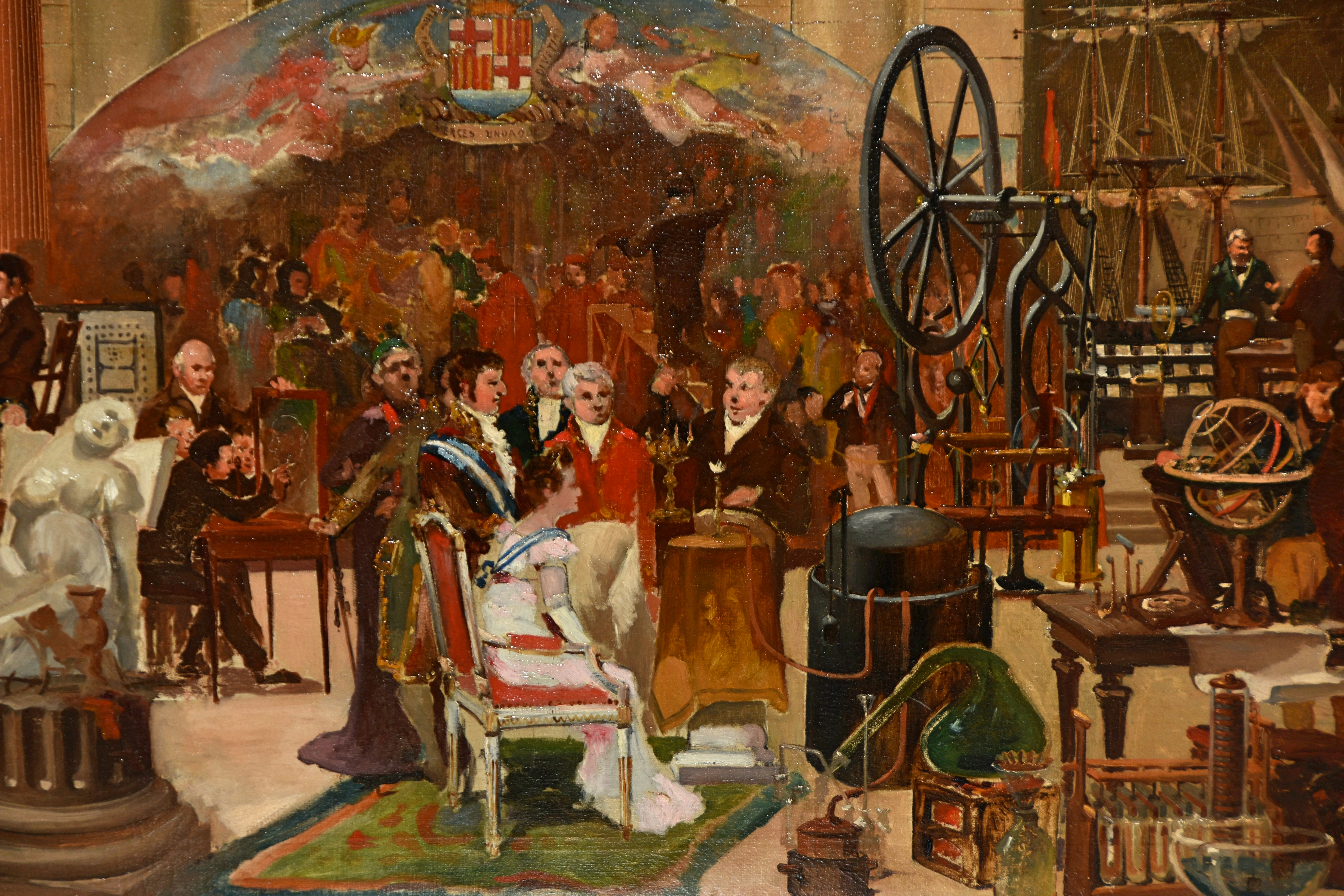
Detall del quadre "Visita dels reis Ferran VII i Maria Amàlia a Llotja l'any 1827" d'Emili Casals i Camps (MUHBA)

Emili Casals i Camps (Barcelona, 1843-1928) va ser un pintor català actiu entre els segles XIX i XX
Va estudiar a l'Escola de Llotja, particularment amb Enric Ferrant, i es va especialitzar en temes d'història i en escenes de tipus anecdòtic o costumista, sense aconseguir, però, cap gran èxit o encàrrec que l'arribés a consagrar plenament. Es va mantenir fidel a l'historicisme i l'anecdotisme, sense participar de les inquietuds renovadores del modernisme.
L'any 1866 va obtenir una menció honorífica a l'Exposició Nacional de Belles Arts de Madrid amb una obra sobre el bombardeig d'El Callao. El 1870 va exposar a Barcelona i el 1883 a Múnic, on va presentar un dels seus quadres més celebratsː Una farmàcia espanyola de començaments del segle XIX. També va pintar paisatges i va realitzar còpies d'obres dels grans artistes espanyols.
L'any 1882 participava com a artista convidat a la primera exposició de l'Acadèmia de Belles Arts de Sabadell.
Una de les seves obres més conegudes és l'evocació al·legòrica de la visita del rei Ferran VII a les escoles de la Junta de Comerç l'any 1827, que es conserva al MUHBA Museu d'Història de Barcelona. També hi ha algunes obres seves al MNAC (En el taller).
El 1887 va obrir una acadèmia privada de dibuix i pintura al carrer de Jonqueres de Barcelona.